# Fennange
Fennange (en luxemburgués: Fënnéng en alemany: Fenningen) és una vila de la comuna de Bettembourg del districte de Luxemburg al cantó d'Esch-sur-Alzette. Està a uns 10,9 km de distància de la Ciutat de Luxemburg.